# Peter Nilsson
Peter Nilsson, né le 8 août 1958 à Lycksele, est un joueur de football international et entraîneur suédois, qui évoluait comme milieu de terrain offensif. Il joue toute sa carrière dans son pays natal, à l'exception de trois saisons passées en Belgique, au FC Bruges. Il est international suédois à 35 reprises.

## Carrière

### Carrière de joueur
Peter Nilsson commence sa carrière en équipe première du Lycksele IF, son club formateur, à seulement 16 ans. Le club joue alors en Division 4, le cinquième niveau du football suédois. En 1977, le club parvient néanmoins à remonter en Division 1, le deuxième niveau national. Les performances de Nilsson dans les succès du club ne passent pas inaperçues, et il est transféré en 1978 par Östers IF, dirigé par le légendaire entraîneur Stig Svensson. Il remporte trois fois le championnat de Suède, en 1978, 1980 et 1981.
Après ces trois trophées remportés, il tente sa chance à l'étranger, et quitte la Suède pour rejoindre le FC Bruges, en Belgique. Il joue trois saisons à Bruges, mais l'équipe est en pleine reconstruction après des années fastes, et il n'y remporte aucun trophée. Il retourne dans son pays natal en 1984, où il rejoint les rangs du Kalmar FF, nouveau promu en Allsvenskan. Il quitte le club en 1987, un an après la relégation du club en Division 1, et signe un contrat au Örebro SK, où il termine sa carrière en 1991.

### Carrière internationale
Peter Nilsson fait ses débuts en équipe nationale suédoise le 28 février 1979 contre l'Irak, match que la Suède perd 1-0. Au total, il joue 35 matches sous le maillot national jusqu'en 1984, mais ne participe à aucun tournoi international majeur, comme la Coupe du monde ou le Championnat d'Europe.

### Carrière d'entraîneur
Peter Nilsson entraîne brièvement le club de Västerås, en Division 1, entre 1998 et 1999. Il démissionne de son poste à la suite des mauvais résultats du club, qui occupe une place de relégable.

### Palmarès
- 3 fois champion de Suède en 1978, 1980 et 1981 avec Östers IF.
- Stora Grabbars Märke du football suédois (plus ou moins l'équivalent du Trophée national du Mérite sportif en Belgique).